# Obelisk
Obelisk (grč. "mali ražanj") označava monolit s četiri stranice koji se sužava prema vrhu na kojem se nalazi piramidion prekriven pločicom elektruma (smjesa zlata i srebra). Obelisci su se postavljali u paru ispred pilona hramova. Obelisk predstavlja simbol Sunca i podsjeća na povijesni kult uspravljenog kamenja na kojem se "odmaralo" Sunce nakon zalaska.
Obelisk je kao i piramida u starom Egiptu predstavljao zrake boga sunca koje su postale kamen, kao i vezu ovoga i onoga svijeta. Obelisci su postavljani ispred piramida i hramova. Postavljani su ispred hramova boga sunca Ra u Heliopolisu. U starome carstvu su obeliski bili bez ikakvog nakita, jedino je vrh bio obložen zlatom kako bi predstavljao sjaj sunca i s time moć boga sunca.
Ra je u pratnji svoje kćeri Ma'at, božice dobroga reda, pravde i istine. Ra je naslijedio Atuma, a smatrao se ocem faraona, koji je zbog toga imao i naziv sina Ra. Stoga su obelisci predstavljali vezu Ra-faraon.
Sa spajanjem Ra i izvornika plodnosti boga Amona u Tebi, u kraljevstvo boga Amun-Ra, još više je porasla važnost i širenje obeliska. Težina jednog velikog obeliska je iznosila između 200 i 500 tona. Rimski carevi su prenijeli u Rim 13 obeliska kao trofeje pobjede Rima nad Egiptom. Neki su u ranom srednjem vijeku zbog svojih "poganskih" podrijetla bili uništeni.